# Guerres fernandines
Les guerres fernandines sont le nom donné aux conflits qui opposent Ferdinand Ier de Portugal et Henri II de Castille, puis le fils de ce dernier Jean Ier, pour le trône de la couronne de Castille, conséquence de la mort du roi Pierre Ier de Castille.
Batailles
Bataille de Saltes
Ces conflits peuvent être divisés en trois phases :
- la première guerre fernandine (1369-1371), avec la signature du traité d'Alcoutim en 1371 ;
- la seconde guerre fernandine (1372-1373), avec la signature du traité de Santarém en 1373 ;
- la troisième guerre fernandine (1381-1382), avec la signature du traité d'Elvas en août 1382.

## La première guerre
Lorsqu'en 1369, Pierre Ier de Castille meurt sans laisser d'héritier mâle, Ferdinand Ier de Portugal revendique la couronne en tant qu'arrière-petit-fils de Sanche IV de Castille . D'autres prétendants, Pierre IV d'Aragon, Charles II de Navarre et Jean de Gand, duc de Lancastre, époux de Constance, la fille de Pierre Ier, réclament également le trône. Entre-temps, Henri de Trastamare, vainqueur de Pierre Ier dans la première guerre civile de Castille a déjà été couronné .
Appuyé par des nobles issus de familles puissantes et ayant des soutiens en Galice ainsi qu'en Andalousie, le roi portugais déclare la guerre . Grâce aux efforts de sa sœur, Marie de Portugal, Ferdinand Ier a comme allié Pierre IV d'Aragon . Les campagnes militaires qui s'ensuivent n'ayant débouché sur aucun résultat décisif, le pape Grégoire XI exerce sa médiation.
Le traité d'Acoutim qui en découle prévoit le mariage de Ferdinand Ier avec Éléonore de Castille, la fille de Henri II, ainsi que l'extension des frontières du Portugal au nord et à l'est . Cependant, avant que cet accord ait pu être réalisé, le roi de Portugal tombe amoureux d'Éléonore Teles de Menezes, la femme d'un membre de sa cour, et l'épouse après avoir obtenu l'annulation du mariage de cette dernière. L'affaire provoque quelques troubles dans le pays mais n'altère guère les relations avec le monarque castillan qui promet sa fille au roi Charles III de Navarre.

## La seconde guerre
L'accord de paix est rapidement mis à mal par les intrigues de Jean de Gand, époux de la fille aînée du défunt roi Pierre Ier de Castille, qui convainc Ferdinand Ier de Portugal de s'allier à lui pour déposer Henri II. En signant le Traité de Tagilde en juillet 1372 , les portugais se retrouvent impliqués dans le long conflit entre l'Angleterre et la France, dans la dénommée guerre de Cent Ans .
Les castillans prennent l'avantage en envahissant le Portugal par la frontière de la Beira, dans une campagne qui atteint Cascais . Ils traversent la frontière en décembre, arrivent en février à Lisbonne qu'ils brûlent, pillent et détruisent . Le roi Ferdinand Ier demande la paix qui est signée avec la Castille, le 19 mars 1373 à Santarém.

## La troisième guerre

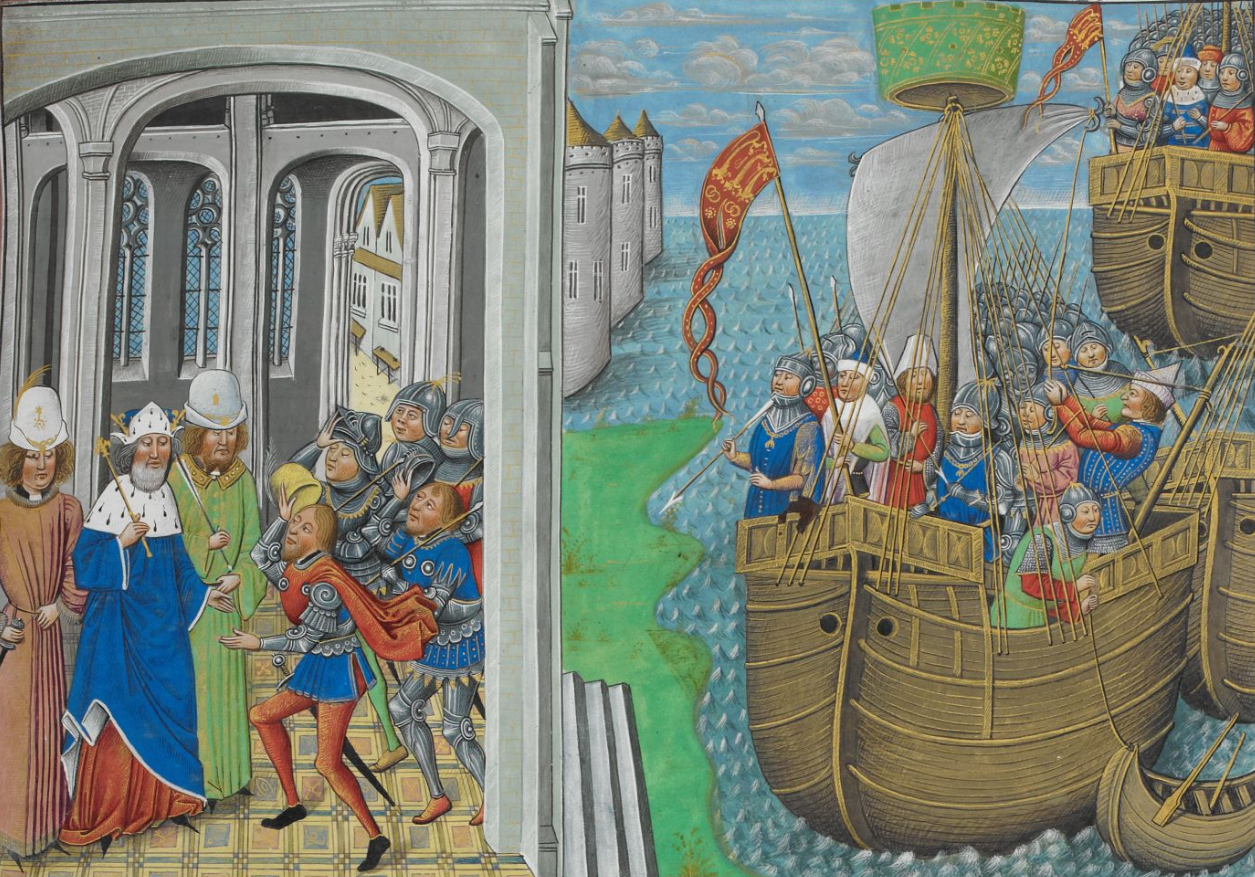
Les navires des émissaires anglais accostent au Portugal, où Ferdinand Ier (à gauche) les reçoit.

À la mort de Henri II de Castille en 1379, Jean de Gand tente une nouvelle fois de faire valoir ses droits sur la couronne castillane et trouve de nouveau un allié en la personne de Ferdinand Ier de Portugal. Un nouvel accord est signé en 1380 à Estremoz . Pendant que le Portugal se prépare à la guerre, la Castille l'envahit en mai  et Edmond de Langley arrive avec des troupes anglaises, en juillet, pour les opérations militaires . Le roi portugais finit par signer une nouvelle paix avec son voisin par le traité d'Elvas en 1382. Il y est stipulé que sa fille, Béatrice de Portugal, doit se marier au fils du nouveau roi castillan. Finalement, Jean Ier de Castille étant devenu veuf entre-temps, il épouse lui-même la princesse portugaise . Ce mariage, qui sous-tendant une annexion du Portugal, est plutôt mal perçu par la noblesse du pays. Cependant, pour éviter l'union des deux royaumes, le traité de Salvaterra de Magos établit les règles concernant la succession au trône .
Le 22 octobre 1383, le roi Ferdinand Ier meurt sans héritier mâle et avec lui s'achève la dynastie de Bourgogne, qui a régné sur le pays depuis 1139 . Sa veuve, le reine Éléonore Teles de Menezes, est nommée régente en attendant que Béatrice de Portugal donne naissance à un héritier mâle avec son époux.
La volonté de la majeure partie des portugais d'échapper à une annexion par la Castille conduit Jean, le grand-maître de l'ordre d'Aviz, à prendre la tête d'une rébellion, déclenchant une guerre civile qui s'achève avec son couronnement comme Jean Ier de Portugal et le début de la dynastie d'Aviz.

## Source
- (pt) Cet article est partiellement ou en totalité issu de l’article de Wikipédia en portugais intitulé « Guerras fernandinas » (voir la liste des auteurs).